# San Vito sullo Ionio
San Vito sullo Ionio est une commune italienne de la province de Catanzaro dans la région Calabre en Italie.

## Administration
| Période                                  | Période  | Identité     | Étiquette | Qualité |
| ---------------------------------------- | -------- | ------------ | --------- | ------- |
| 29 mai 2007                              | En cours | Luigi Rubino | UDC       |         |
| Les données manquantes sont à compléter. |          |              |           |         |

### Hameaux
Aria Melia, Cerrifita, Fegotto, Iannuzzo, Minà, Foresta, Paccusa, Pietrascritta, Postaglianadi

### Communes limitrophes
Capistrano, Cenadi, Chiaravalle Centrale, Monterosso Calabro, Olivadi, Petrizzi, Polia

## Personnalités liées
- Giuseppe Casalinuovo, poète et philosophe.